# Cosme Pérez
Cosme Pérez, meglio conosciuto come Juan Rana (Tudela de Duero, aprile 1593 – Madrid, 20 aprile 1672), è stato un attore teatrale comico spagnolo del Secolo d'Oro.
Visse gran parte della sua vita nella capitale dell'Impero spagnolo. Juan Caramuel scrisse che fu "il più vivace comico della Spagna". La sua figura deforme (come si osserva da un'immagine conservata nella Reale Accademia della Lingua Spagnola) era così caratteristica che, secondo un manoscritto del tempo, anche solo esibendosi sul palcoscenico senza parlare provocava risate e applausi. Iniziò la sua carriera di attore nella compagnia di Juan Bautista Valenciano, e nel 1620 all'incirca passò a quella di Hernan Sanchez de Vargas; il suo trionfo teatrale lo ebbe nello spettacolo di Pedro de la Rosa, interpretando un personaggio divertente nella commedia Lo que ha de ser di Lope de Vega